# Сентралхачи (Џорџија)
Сентралхачи (Џорџија) (енгл. Centralhatchee) град је у америчкој савезној држави Џорџија. По попису становништва из 2010. у њему је живело 408 становника.

## Демографија
Према попису становништва из 2010. у граду је живело 408 становника, што је 25 (6,5%) становника више него 2000. године.
| Група             | 2000.       | 2010.       |
| Белци             | 367 (95,8%) | 349 (85,5%) |
| Афроамериканци    | 8 (2,1%)    | 39 (9,6%)   |
| Азијати           | 0 (0,0%)    | 1 (0,2%)    |
| Хиспаноамериканци | 7 (1,8%)    | 0 (0,0%)    |
| Укупно            | 383         | 408         |